# کاتائوکا ایچیزو
کاتائوکا ایچیزو (انگلیسی: Kataoka Ichizo) یک بازیگر کابوکی در دوره جومون است. او اهل اوساکا است.